# Clemency (Film)
Clemency ist ein Filmdrama von Chinonye Chukwu, das am 27. Januar 2019 im Rahmen des Sundance Film Festivals seine Premiere feierte und am 27. Dezember 2019 in die US-Kinos kam.

## Handlung
Bernadine Williams ist Gefängniswärterin im Hochsicherheitstrakt eines Gefängnisses in den USA. Ihre emotionale Bindung zu dem zum Tode verurteilten Anthony Woods lässt die Fassade bröckeln, die sie über Dutzende Hinrichtungen lang in ihrem Berufsleben aufrechterhalten konnte.

## Produktion

### Stab, Filmmusik und Besetzung

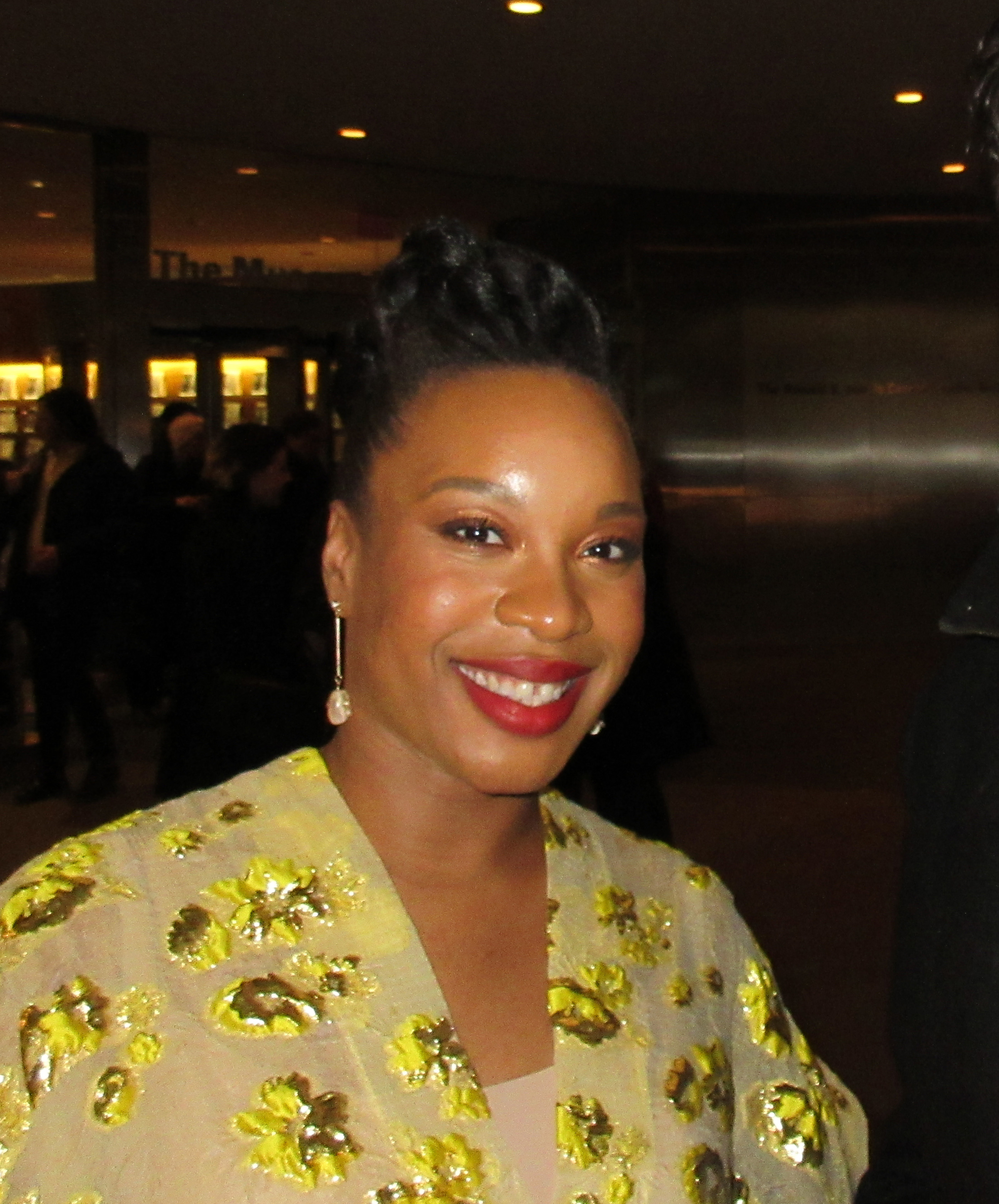
Regisseurin und Drehbuchautorin Chinonye Chukwu

Regie führte Chinonye Chukwu, die auch das Drehbuch schrieb. Sie ließ sich bei ihrer Arbeit nach eigenen Aussagen vom Fall Troy Davis inspirieren. Der zum Tode verurteilte, afroamerikanische US-Bürger war 2011 nach der Ermordung eines weißen Polizisten hingerichtet worden. Er verbrachte 20 Jahre im Todestrakt, nachdem die Urteilsvollstreckung drei Mal aufgeschoben wurde. Zuletzt hatte der Oberste Gerichtshof ein Bundesgericht im August 2009 beauftragt, den Fall erneut zu verhandeln. Obwohl sieben der insgesamt 34 Zeugen ihre Aussagen zurückzogen, bestätigte das Gericht im August 2010 das Todesurteil.
Am Morgen seiner Hinrichtung hatten Hunderttausende Menschen protestiert, darunter einige pensionierte Aufseher und Gefängnisleiter.

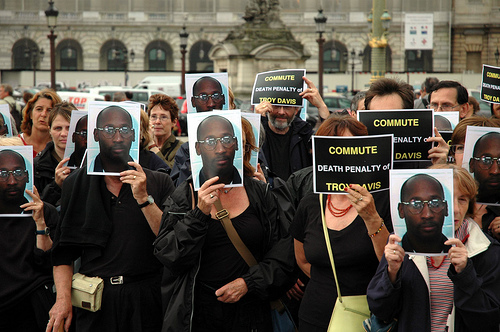
Eine Demonstration gegen die Hinrichtung von Troy Davis in Paris

Chukwu hatte in Vorbereitung auf dem Film mit Gefängnispersonal und pensionierten Aufsehern, darunter auch Gefängnisleitern, aber auch mit Anwälten und inhaftierten Männern und Frauen gesprochen, was Einfluss darauf hatte, wie sie die Figuren in ihrem Film erscheinen lassen wollte. So würde in Bernadine Williams Büro immer wieder eine Uhr gezeigt: „Zeit ist eine komplizierte, schmerzhafte Sache, wenn man eingesperrt ist. Zeit bedeutet etwas anderes, wenn du eine lebenslange Haftstrafe verbüßt. Zeit bedeutet etwas anderes, wenn du darauf wartest zu sterben. Zeit bedeutet etwas anderes, wenn du dein Todesurteil hast. Zeit bedeutet etwas anderes, wenn du keine Ahnung hast, ob du im letzten Moment begnadigt wirst. Im Gefängnis wird viel gewartet, deshalb wollte ich, dass das Publikum unterschiedliche Erfahrungen mit der Zeit macht.“
Die Filmmusik komponierte Kathryn Bostic, die 2016 als erste afroamerikanische Filmkomponistin Mitglied der Academy of Motion Picture Arts and Sciences wurde. Der Soundtrack, der insgesamt 14 Musikstücke umfasst, wurde am 20. Dezember 2019 von Milan Records als Download veröffentlicht. Darunter findet sich auch die Blues-Ballade Slow Train, die Bostic speziell für den Film geschrieben und eingesungen hat.
Alfre Woodard übernahm die Rolle der Gefängniswärterin Bernadine Williams, Aldis Hodge spielt den Todeskandidaten Anthony Woods. LaMonica Garrett ist in der Rolle von Major Logan Cartwright, Michael O’Neill als Chaplain Kendricks, Wendell Pierce als Jonathan Williams, Danielle Brooks als Evette und Richard Schiff in der Rolle von Marty Lumetta zu sehen. Vernee Watson und Dennis Haskins spielen Mrs. und Mr. Collins. Michelle C. Bonilla übernahm die Rolle von Sonia.

### Dreharbeiten und Veröffentlichung

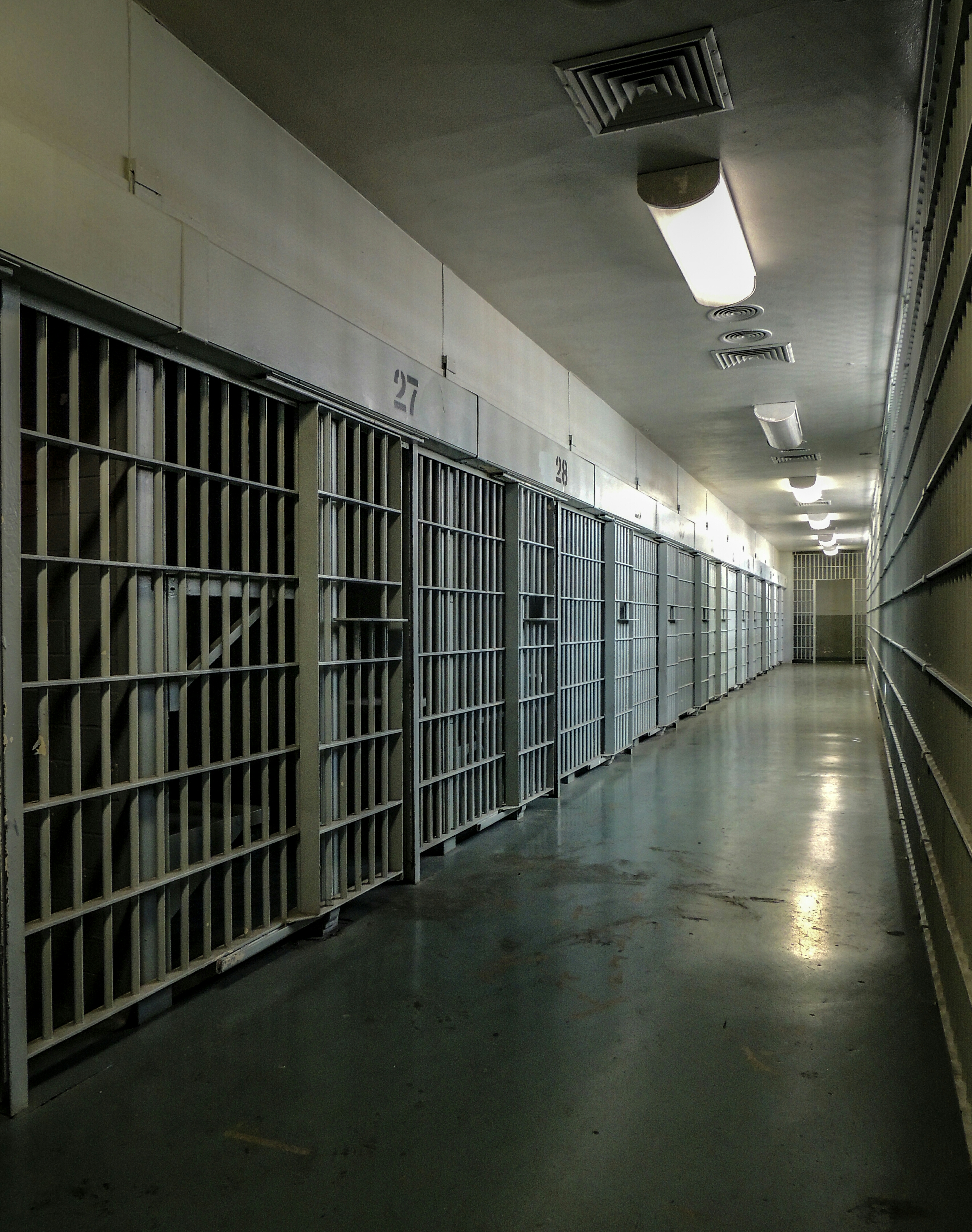
Gedreht wurde im Sybil Brand Institute in Los Angeles

Die Dreharbeiten fanden zu einem großen Teil im Sybil Brand Institute in Los Angeles statt, das der Gefängnisanstalt als Kulisse diente.
Der Film feierte am 27. Januar 2019 im Rahmen des Sundance Film Festivals seine Premiere, wo Chukwu als erste Afroamerikanerin mit dem Grand Jury Prize im Dramatic Competition ausgezeichnet wurde. Kurz später sicherte sich Neon die Rechte am Film. Im März 2019 wurde der Film bei New Directors/New Films gezeigt, einer vom Museum of Modern Art und der Film Society of Lincoln Center gemeinsam vorgestellten Filmreihe. Im September 2019 wurde der Film beim Toronto International Film Festival im Rahmen der Special Presentations gezeigt, im Oktober 2019 beim Hamptons International Film Festival und beim London Film Festival. Am 27. Dezember 2019 kam er in die US-Kinos. Im Januar 2020 soll er beim Palm Springs International Film Festival gezeigt werden.

## Rezeption

### Altersfreigabe
In den USA erhielt der Film von der MPAA ein R-Rating, was einer Freigabe ab 17 Jahren entspricht.

### Kritiken
Der Film konnte bislang 92 Prozent aller Kritiker bei Rotten Tomatoes überzeugen und erreichte hierbei eine durchschnittliche Bewertung von 7,8 der möglichen 10 Punkte.
Manohla Dargis von der New York Times schreibt, mit visueller Strenge und nicht gerade wenig Sentimentalität verwandele Chinonye Chukwu mit Clemency eine Charakterstudie in eine Anklage gegen den institutionalisierten Mord. Dessen Schrecken würde auf entsetzliche Weise erfahrbar gemacht.

### Auszeichnungen (Auswahl)
African-American Film Critics Association Awards 2019
- Aufnahme in die 10 Best Films of 2019[16]

Black Reel Awards 2020

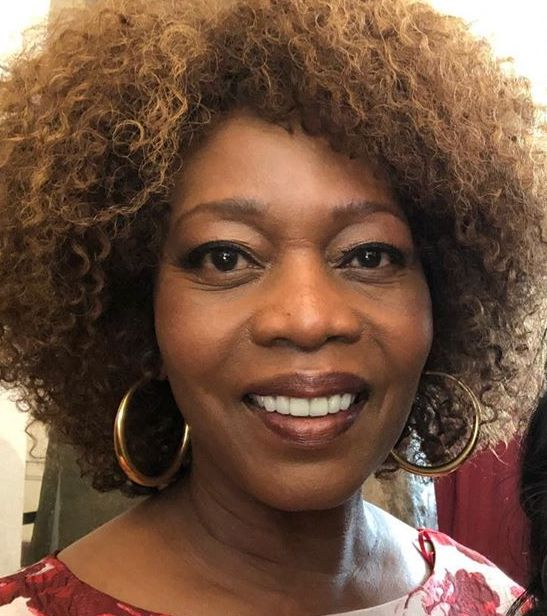
Alfre Woodard spielt in der Hauptrolle Bernadine Williams

- Nominierung als Bester Independentfilm
- Nominierung für die Beste Nachwuchsregie (Chinonye Chukwu)
- Nominierung für das Beste Drehbuch (Chinonye Chukwu)
- Nominierung für das Beste Drehbuchdebüt (Chinonye Chukwu)
- Nominierung als Beste Hauptdarstellerin (Alfre Woodard)
- Nominierung als Bester Nebendarsteller (Aldis Hodge)
- Nominierung als Bester Nachwuchsdarsteller (Aldis Hodge)[17]

British Academy Film Awards 2021
- Nominierung als Beste Hauptdarstellerin (Alfre Woodard)[18]

Chicago International Film Festival 2019
- Nominierung als Bester Spielfilm im internationalen Wettbewerb (Chinonye Chukwu)[19]

Gotham Awards 2019
- Nominierung als Bester Darsteller (Aldis Hodge)
- Nominierung als Beste Darstellerin (Alfre Woodard)

Independent Spirit Awards 2020
- Nominierung als Bester Film
- Nominierung für das Beste Drehbuch (Chinonye Chukwu)
- Nominierung als Beste Hauptdarstellerin (Alfre Woodard)[20]

London Critics’ Circle Film Awards 2021
- Nominierung als Bester Nebendarsteller (Aldis Hodge)[21]

NAACP Image Awards 2020
- Nominierung für das Beste Drehbuch (Chinonye Chukwu)
- Nominierung als Beste Hauptdarstellerin (Alfre Woodard)
- Nominierung als Bester Independentfilm[22]

Santa Barbara International Film Festival 2020
- Auszeichnung mit dem Virtuoso Award (Aldis Hodge)

Satellite Awards 2019
- Nominierung als Beste Hauptdarstellerin – Drama (Alfre Woodard)[23]

Sundance Film Festival 2019
- Auszeichnung mit dem U.S. Dramatic Grand Jury Prize (Chinonye Chukwu)